# Кусакабе Кіе
Кусакабе Кіе (яп. 日下部 基栄, 11 жовтня 1978, Фукуока) — японська дзюдоїстка легкої вагової категорії, яка виступала за збірну Японії наприкінці 1990-х — у середині 2000-х років. Бронзова призерка літніх Олімпійських ігор у Сіднеї, володарка бронзової медалі чемпіонату світу, срібна та бронзова призерка Азійських ігор, дворазова чемпіонка Азії, переможниця багатьох турнірів національного та міжнародного значення.

## Біографія
Кусакабе Кіе народилася 11 жовтня 1978 року в місті Фукуока однойменної префектури. Активно займатися дзюдо почала під час навчання в коледжі, пізніше продовжила підготовку, служачи офіцером поліції. Тренувалася під керівництвом Соноди Ісаму, олімпійського чемпіона 1976 року.
Першого серйозного успіху на дорослому міжнародному рівні досягла в 1997 році, коли потрапила до основного складу японської національної збірної і побувала на чемпіонаті Азії в Манілі, звідки привезла срібну нагороду, яку вона виграла в напівсередній ваговій категорії — у вирішальному поєдинку зазнала поразки від кореянки Чон Сонсук. Рік по тому спустилася в легку вагу і виступила на Азійських іграх у Бангкоку, де стала бронзовою призеркою.
У 2000 році Кусакабе здобула перемогу на домашній азійській першості в Осаці й завдяки низці вдалих виступів удостоїлася права захищати честь країни на літніх Олімпійських іграх 2000 року в Сіднеї. Взяла гору над першою суперницею, проте вже на стадії чвертьфіналів програла іспанці Ісабель Фернандес, яка в підсумку стала олімпійською чемпіонкою. У втішному турнірі за третє місце поборола трьох опоненток і завоювала бронзову олімпійську медаль.
Після сіднейської Олімпіади Кусакабе Кіе залишилася в основному складі дзюдоїстської команди Японії й продовжила брати участь у найбільших міжнародних турнірах. Так, у 2001 році вона додала до послужного списку бронзову медаль, яку здобула в легкій ваговій категорії на чемпіонаті світу в Мюнхені. У наступному сезоні виграла срібну медаль на Азійських іграх у Пусані, ще через рік була найкращою на азійській першості в Чеджу.
На чемпіонаті Азії 2004 року в Алма-Аті здобувала в легкій ваговій категорії бронзову нагороду, а пізніше вирушила представляти країну на Олімпійських іграх в Афінах. Цього разу потрапити в число призерів не зуміла, в перших двох поєдинках поборола суперниць, але потім у чвертьфіналі її зупинила німкеня Івонна Беніш, а в поєдинках за третє місце зазнала поразки від іспанки Фернандес. Невдовзі після закінчення цих змагань вирішила завершити кар'єру професійної спортсменки, поступившись місцем у збірній молодим японським дзюдоїсткам.
У жовтні 2005 року звільнилася з поліції й вийшла заміж.